# Les basses de la Foia

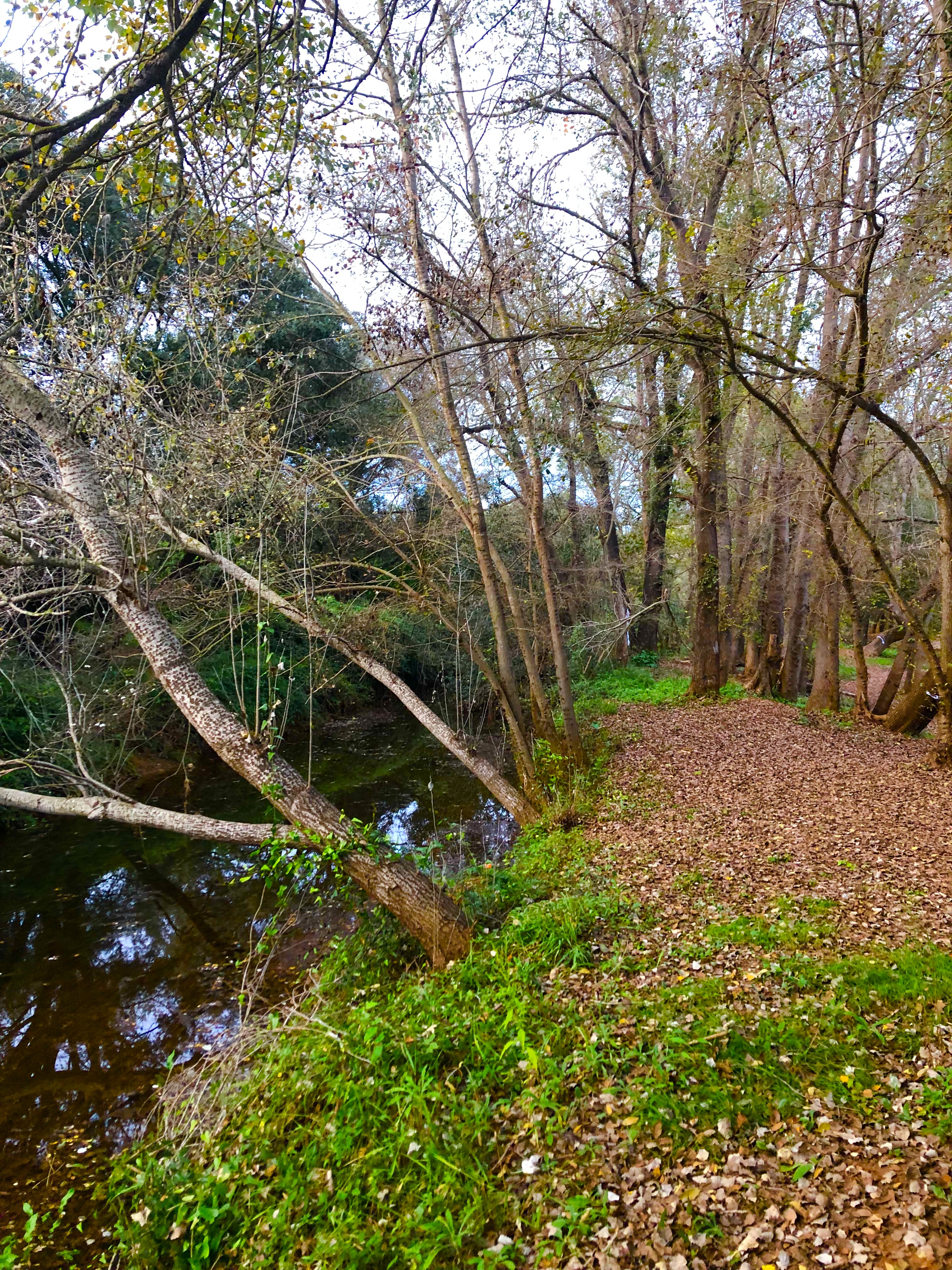

Les basses de la Foia és un espai d'interès natural situat en el terme municipal de Masdenverge (Montsià), a la plana que hi ha entre els ports de Tortosa i el delta de l'Ebre.
És un punt on es troben diversos camins, lligallos i barrancs i on sempre hi ha hagut poblament humà vinculat a l'ús agrícola i ramader, i que gràcies a diferents actuacions de recuperació i arranjament de la vegetació autòctona, ha guanyat interès turístic.

## Ubicació i característiques d’entorn
Les basses se situen al barranc del Solsó amb la confluència amb el barranc de la Galera, que al cap d'uns quilòmetres conflueix al riu Ebre. Tot i que el barranc de la Galera és la típica rambla Mediterrània que està seca la major part de l'any i només porta aigua quan hi ha pluges i tempestes torrencials, a la zona de les basses de la Foia en canvi ens trobem una zona humida gràcies a l'aflorament d'aigües de la capa freàtica i a l'existència d'un terreny argilós que reté l'aigua de la pluja. D'aquesta manera, aquesta petita zona humida enmig d'un terreny i entorn bàsicament secs, li dona molt valor tant des del punt de vista paisatgístic com natural.

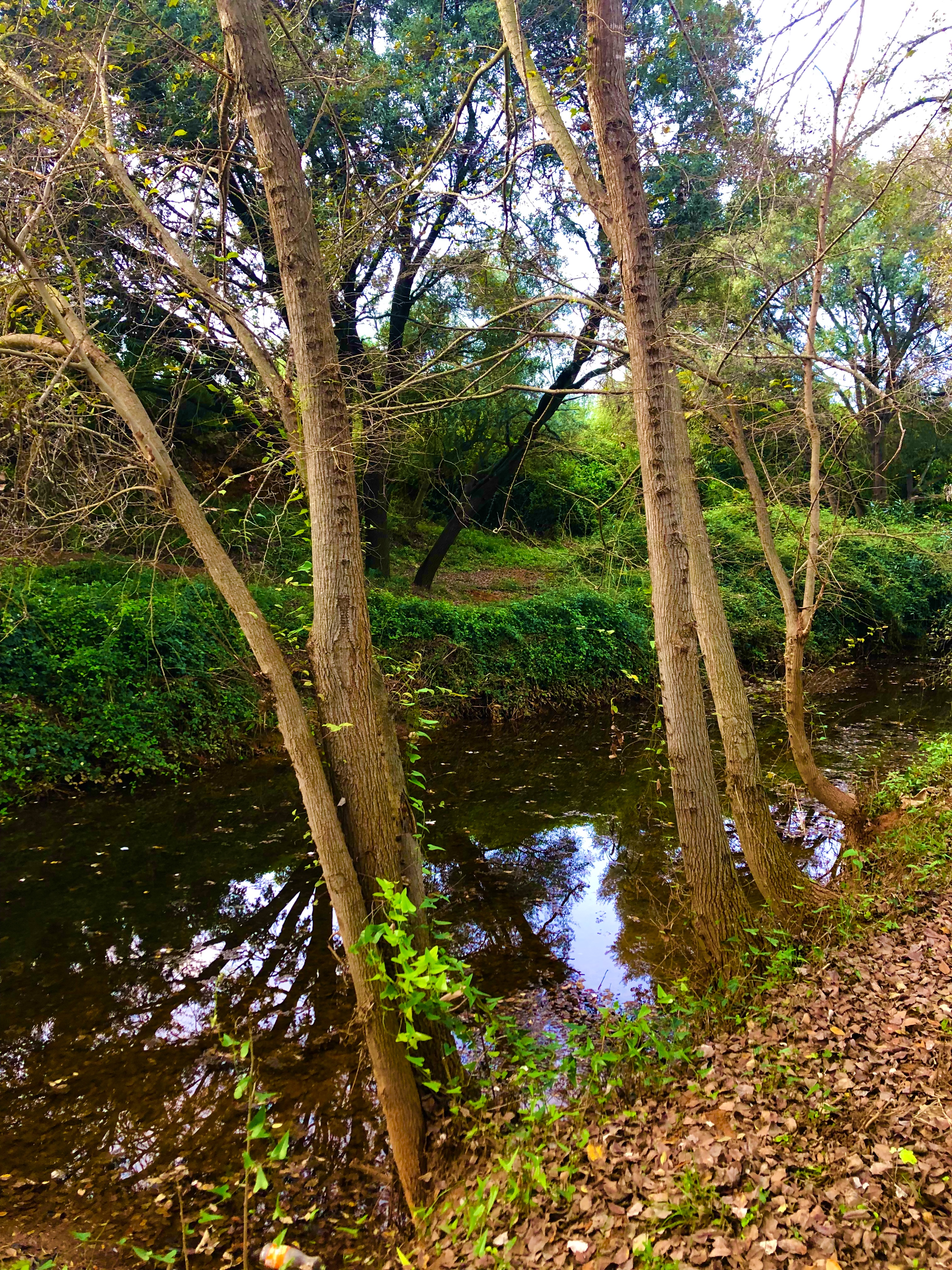

## Vegetació
La diversitat paisatgística de les basses de la Foia també es tradueixen diversitat amb la seva vegetació, ja que a banda de la vegetació Mediterrània de secar (carrasques, matisses, margallons…), també hi trobem vegetació d'ambients humits i bosc de Rivera (baladres, salzes, oms, joncs…)

## Fauna

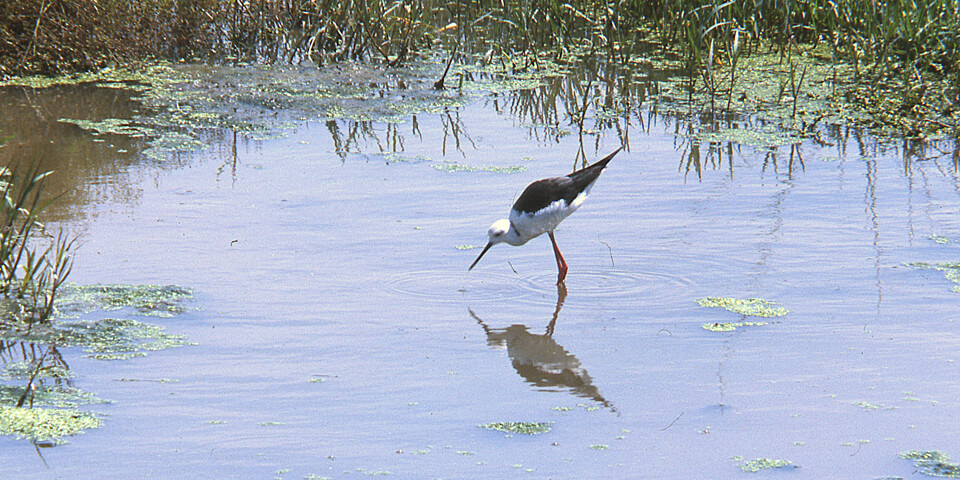

El grup faunístic més important de les basses de la foia són els ocells, ja que hi trobem dos ecosistemes mediterranis importants i diferents entre ells: les Garrigues i el bosc de Rivera a més d'altres espècies aquàtiques que visiten la foia per la proximitat del riu i del delta de l'Ebre.
Entre els ocells característics de les Garrigues i dels camps de cultiu de secà propers a aquest espai hi trobem la puput, el cucut, l'enganyapastors, els falciots, abellerols, i rapinyaires com l'àliga cuabarrada, l'aligot o el mussol comú.
En el bosc de Rivera, on abunden els oms són abundants el mosquiter comú, el rossinyol, el tallarol, el pit-roig o el gafarró.
I pel que fa a les espècies aquàtiques provinents del delta, són habituals l'ànec collverd, el bernat pescaire, el martinet blanc, el cames llargues o els blauets.
Al tractar-se d'una zona humida també podem trobar nombrosos amfibis i rèptils com la granota, el gripau comú, el tritó jaspiat o les serps d'aigua.

## Relació de l'espai amb el poble de Masdenverge
A banda de la presència d'alguns masos situats al voltant de la Foia i que van estar habitats fins a mitjans del segle XX i de l'ús que fan els pastors de la zona com a zona per a descans i abeurada dels seus ramats, els habitants de Masdenverge sempre han tingut una relació molt especial amb la foia tenint present les característiques d'aquest espai i els poc més de dos quilòmetres que el separen del nucli del poble de manera que, juntament amb el Mas de Sant Pau, la Foia es constitueix tradicionalment com un lloc d'esbarjo per als habitants de Masdenverge.
Antigament, els joves anaven a banyar-se a les basses o a menjar-se la mona el Dilluns de Pasqua. En els últims anys, les basses de la Foia tornen a estar concorregudes a conseqüència de les actuacions de recuperació, senyalització i arranjament de l'espai portades a terme per l'Ajuntament de Masdenverge i el museu de les terres de l'Ebre, els quals han potenciat l'ús turístic i d'esbarjo de la Foia, fins al punt que a l'estiu l'Ajuntament hi organitza un cicle de concerts.